# شارون ديفيس (ملحنة)
شارون ديفيس (بالإنجليزية: Sharon Davis)‏ هي ملحنة وعازفة بيانو أمريكية، ولدت في 1937.